# Diaphorus zlobini
Diaphorus zlobini är en tvåvingeart som beskrevs av Negrobov och Dukhanina 1987. Diaphorus zlobini ingår i släktet Diaphorus och familjen styltflugor. Inga underarter finns listade i Catalogue of Life.